# Inselhüpfen
Inselhüpfen, manchmal als Inselspringen bezeichnet, engl.: Island Hopping, wird das kurzzeitige, systematische Besuchen mehrerer nahe gelegener Inseln oder Atolle genannt.
Der Begriff spielt im modernen Tourismus eine wesentliche Rolle. Innerhalb kurzer Zeit besuchen Urlauber für jeweils wenige Tage (oder gar nur wenige Stunden) mehrere nahe gelegene Inseln, überwiegend per (Segel-)Boot, Fähre oder im Zuge einer Kreuzfahrt.
Von historischer Bedeutung ist das Inselhüpfen im militärischen Bereich. Im Zweiten Weltkrieg eroberten bzw. belagerten amerikanische Streitkräfte im Wege des sogenannten „Island Hopping“ nach und nach nahezu alle strategisch wichtigen Inseln im Südpazifik.